# Tilcara (departament)
Departament Tilcara (hiszp. Departamento de Tilcara) – departament położony jest w centralnej części prowincji Jujuy. Jego powierzchnia wynosi 1845 km². Stolicą departamentu jest Tilcara. W 2010 roku populacja departamentu wynosiła 12349. Większość departamentu położona jest w  dolinie Quebrada de Humahuaca wpisanej na listę światowego dziedzictwa UNESCO pod numerem 1116.
Departament Tilcara graniczy z czterema innymi departamentami prowincji: Valle Grande, Humahuaca, Tumbaya i Ledesma. 
Przez departament przebiega jedna główna droga - Droga krajowa 9. 
Departament składa się z trzech gmin (municipios): Huacalera (2064 mieszkańców), Maimara (4069) i Tilcara (6216).
W skład departamentu wchodzą m.in. miejscowości: Tilcara, Colonia San José, Huacalera, Juella, Maimará.
Ważnym stanowiskiem archeologicznym położonym około kilometra od miasta na wzgórzu w dolinie rzeki Rio Grande jest Pucará de Tilcara. Stanowisko zostało odkryte w 1903 roku, a zrekonstruowane w latach pięćdziesiątych XX wieku.
U podnóża wzgórza znajduje się niewielki ogród botaniczny Jardín Botánico de Altura..